# Agnosthaetus bicolor
Agnosthaetus bicolor (лат.) — вид жуков-стафилинид рода Agnosthaetus из подсемейства Euaesthetinae (Staphylinidae). Эндемик Новой Зеландии. Название происходит от латинских слов bi- (два) и color (цвет) , что означает двухцветный в связи с отчётливым красновато-коричневым цветом этого вида вместе с тёмным пигментированным четвёртым сегментом брюшка.

## Описание
Мелкие жуки-стафилиниды, длина около 3 мм. Основная окраска варьирует от желтоватой до красновато-коричневой, часто с более тёмными надкрыльями и сегментами брюшка. Данный вид можно отличить от всех других видов из рода Agnosthaetus, кроме A. brouni, A. tumidus и A. zonatus, по тому же сочетанию признаков, что и для A. brouni. От A. brouni, A. tumidus и A. zonatus эдеагус A. bicolor можно отличить по сочетанию апикальной части срединной лопасти с субпараллельными гребнями у основания, парамер при виде сверху почти прямосторонний перед вершиной, с вогнутой мезиально вершинной частью и более удлиненный, чем у A. brouni, и базальный склерит внутренней мешок широко U-образный с субпараллельными ответвлениями. Апикальный край лабрума несёт 21—24 зубцов у самцов и 18—29 у самок. Крылья отсутствуют. Голова, пронотум и надкрылья гладкие. Глаза крупные (занимают почти половину боковой стороны головы). Усики 11-члениковые. Нижнечелюстные щупики состоят из 4 сегментов, а нижнегубные 3-члениковые. Лабиум с парой склеротизированных шипиков. III—VII-й абдоминальные сегменты без парасклеритов. III-й абдоминальный тергит слит со стернитом, образуя кольцевидный сегмент. Базальный членик задних лапок отчётливо вытянутый и длиннее двух последующих тарзомеров. Обладают формулой лапок 5—5—4.
Местообитание: лес из Nothofagus и смешанный лес. Образцы были взяты из опавших листьев и мохообразных. Фенология: встречаются круглогодично. Высота над уровнем моря: 100–1676 м.

## Систематика
Вид был впервые описан в 2011 году американским энтомологом Дэйвом Кларком (Clarke, 2011) и включён в состав рода Agnosthaetus. Этот вид больше всего похож на Agnosthaetus brouni, отличаясь строением гениталий.